# Sint-Jozefskerk (Relst)

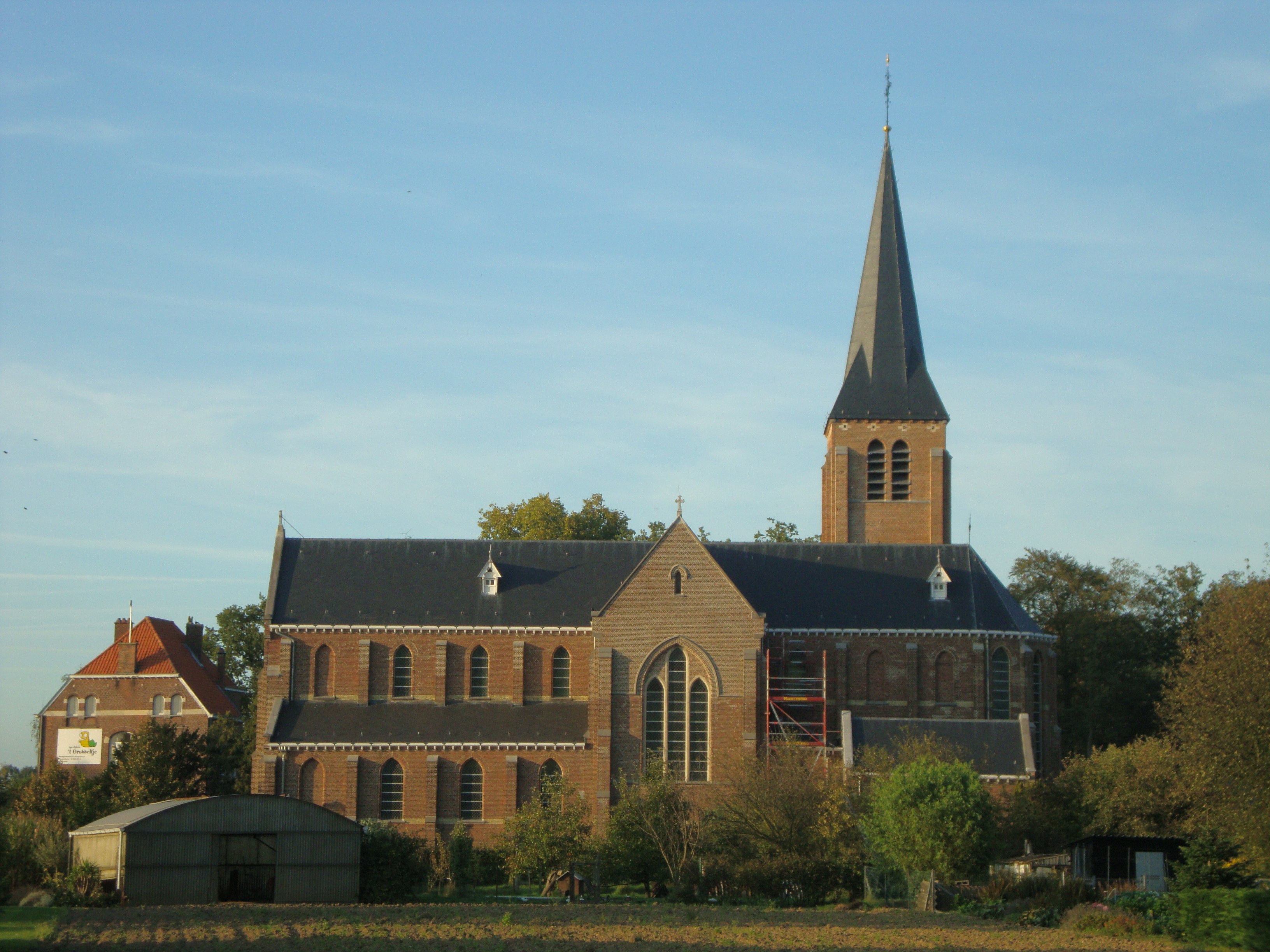
Sint-Jozefskerk

De Sint-Jozefskerk is de parochiekerk van de tot de Vlaams-Brabantse gemeente Kampenhout behorende plaats Relst, gelegen aan Hutstraat 24A.

## Geschiedenis
De kerk werd gebouwd in 1908-1909. Het is een georiënteerd bakstenen basilicaal kerkgebouw met een toren die aan de noordzijde tegen het koor is aangebouwd.